# Waylon Sings Ol' Harlan
Waylon Sings Ol' Harlan es un álbum del cantante Waylon Jennings lanzado en 1967 bajo el sello disquero RCA Victor. Consiste en canciones completamente escritas por Harlan Howard, Jennings tenía un gran afecto por las canciones de Howard, la mayoría de los álbumes de Jennings lanzados en los años 60 tienen por lo menos una canción de él. 
 

"Busted" fue hecha una versión por el cantante country Johnny Cash para su CD At San Quentin en 1968 y también fue cover de Ray Charles.

## Canciones
1. She Called Me Baby – 2:34
(Harlan Howard)
2. Sunset and Wine – 2:08
(Harlan Howard)
3. Woman Let Me Sing You a Song – 2:18
(Harlan Howard)
4. Everglades – 2:10
(Harlan Howard)
5. She's Gone, Gone, Gone – 2:01
(Harlan Howard)
6. Busted – 2:19
(Harlan Howard)
7. Beautiful Annabel Lee – 2:43
(Harlan Howard)
8. Heartaches by the Number – 2:08
(Harlan Howard)
9. I've Got a Tiger by the Tail – 2:26
(Harlan Howard y Buck Owens)
10. Heartaches for a Dime – 2:15
(Harlan Howard)
11. Foolin' Around – 2:19
(Harlan Howard y Buck Owens)
12. In This Very Same Room – 2:41
(Harlan Howard)